# Bykowo (Moskau)
Bykowo (russisch Быко́во) ist eine Siedlung städtischen Typs mit 10.391 Einwohnern (Stand 14. Oktober 2010) in Russland in der Oblast Moskau. Die vor allem durch den auf ihrem Gebiet liegenden ehemaligen Regionalflughafen Moskau-Bykowo bekannte Siedlung befindet sich 34 km südöstlich von Moskau, zwischen den Städten Ljuberzy und Schukowski.

## Geschichte
Der Ort entstand Anfang der 1860er-Jahre mit dem Bau der Eisenbahnstrecke von Moskau nach Rjasan. 1933 wurde in der Nähe der Flughafen Bykowo in Betrieb genommen. In den 1930er-Jahren erhielt Bykowo den Status einer Datschensiedlung (datschny possjolok), 1962 wurde es Siedlung städtischen Typs. 1975 entstand ein neues Empfangsgebäude des Flughafens, das nach der Schließung Ende 2010 abgerissen wurde.

### Bevölkerungsentwicklung
| Jahr | Einwohner |
| ---- | --------- |
| 1926 | 3.450     |
| 1939 | 7.863     |
| 1959 | 14.017    |
| 1970 | 12.549    |
| 1979 | 11.288    |
| 1989 | 10.395    |
| 2002 | 9.235     |
| 2010 | 10.391    |

Anmerkung: Volkszählungsdaten

## Wirtschaft und Verkehr

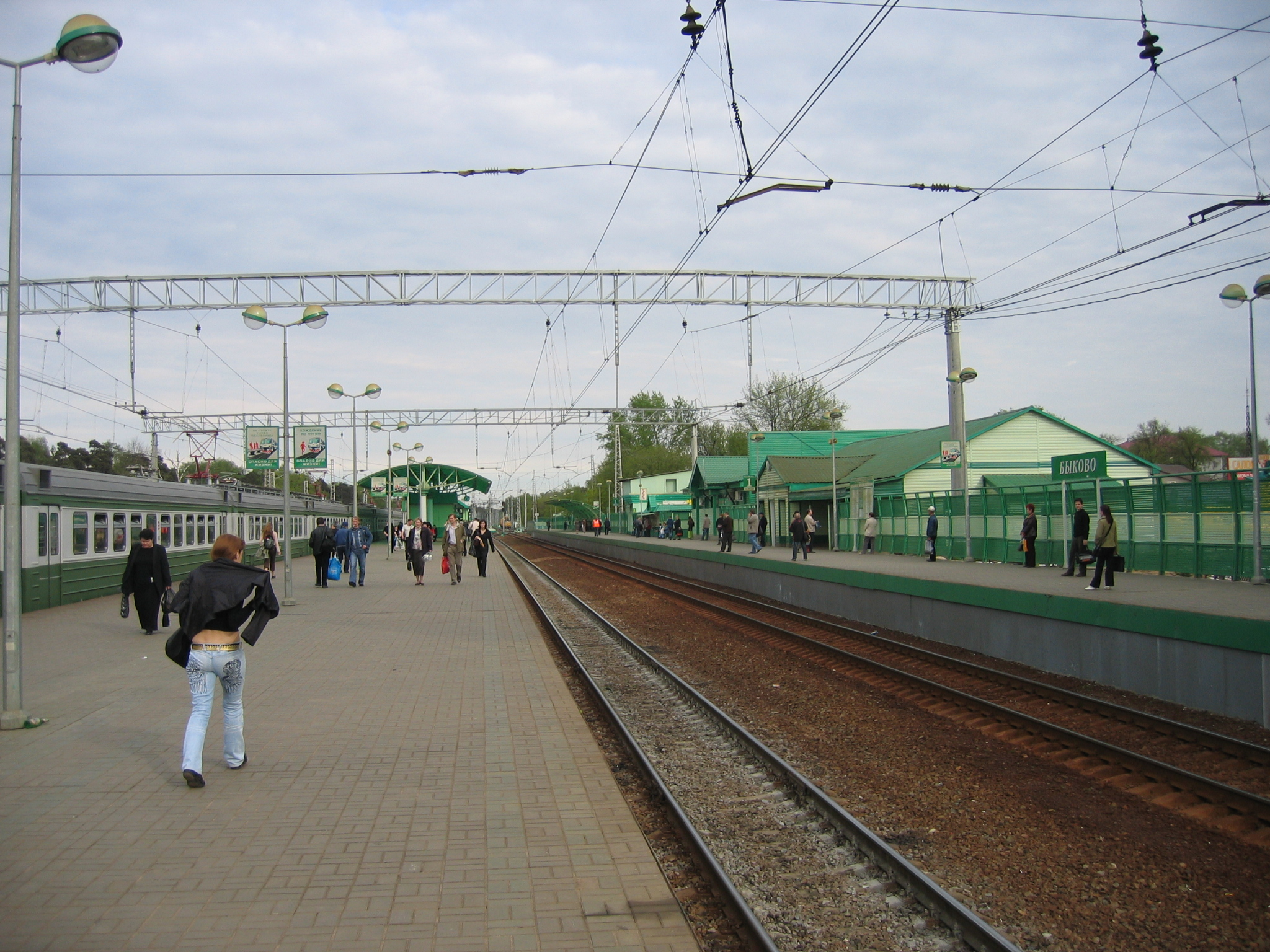
Bahnhof Bykowo

Die früher vor allem durch den Flughafen geprägte Wirtschaft mit einem Flugzeugreparaturwerk sowie mehrere Hotels umfasst heute mehrere Nahrungsmittelfabriken und eine Fabrik für Gerätebau.
Im Bahnhof Bykowo der Moskau-Rjasaner Strecke halten Nahverkehrszüge aus Richtung Moskau (Kasaner Bahnhof).

## Söhne und Töchter des Ortes
- Nikolai Rastorgujew (* 1957), Musiker und Sänger, Mitbegründer der Band Ljube
- Wladimir Sorokin (* 1955), Schriftsteller
- Pawel Tschuchrai (* 1946), Filmregisseur
- Wladimir Bykow (1935–2015), Geophysiker
- Alexander Kwasnikow (1912–1986), sowjetischer Fußballspieler